# .38 Special
Pour les articles homonymes, voir .38.
 (septembre 2018).
Si vous disposez d'ouvrages ou d'articles de référence ou si vous connaissez des sites web de qualité traitant du thème abordé ici, merci de compléter l'article en donnant les références utiles à sa vérifiabilité et en les liant à la section « Notes et références ».
La munition de .38 Special a été extrapolée à partir de la .38 Long Colt, et commercialisée en 1902, pour le revolver Smith & Wesson .38 Hand Ejector de ce millésime, dernier avatar du modèle 1899 (chambré pour la .38 Long Colt) avant le modèle Military & Police 1905.
La .38 Special est une munition extrêmement répandue, elle est la plus diffusée commercialement pour les revolvers, depuis la fin de la Seconde Guerre mondiale.

## Description
Le .38 Special est un calibre 9 millimètres (.357 à .358 pouce), pour le tir dans des revolvers dont la désignation métrique est 9 x 29 mm R.
La version classique de cette cartouche comporte une balle cylindro-ogivale en plomb nu pesant 10,6 grammes (158 grains), avec une vitesse à la bouche de 260 mètres par seconde. Dans cette version, la munition développe une énergie de 350 joules environ, soit 36 kg m2/s2. Il existe cependant de nombreux chargements, de la .38 Special wad-cutter, pour le tir de précision, qui comporte un projectile complètement cylindrique de 9,6 grammes (148 grains) propulsé à 220 mètres par seconde (énergie 245 joules ou 25 kg m2/s2 environ) à la .38 Special + P (haute pression), à projectile chemisé de 9,7 grammes propulsé à 290 mètres par seconde (environ 400 joules, 41 kg m2/s2).
Pratiquement toutes les marques de revolvers chambrent au moins un modèle pour cette munition puissante, précise et très polyvalente, on peut citer : le Smith & Wesson M&P (modèle 10) fabriqué de 1905 à 2005, le S&W Chiefs Special (modèle 36), le Colt Detective Special, le Colt Police Positive Special, le Colt Official Police, le Ruger SP 101, etc.
Il faut encore noter que la .38 Special se tire également dans tous les revolvers de .357 Magnum, qui est une version allongée et beaucoup plus puissante de cette munition.

## Utilisateurs
La .38 Special fut très utilisée dans la police, pour la défense, à titre supplétif dans l’armée américaine durant la Seconde Guerre mondiale, et reste la cartouche reine du tir sportif en catégorie « gros calibre » UIT-ISSF, c’est-à-dire pour la discipline du « Pistolet Sport », avec des revolvers (S&W modèle 14 K-38 Masterpiece, Colt Diamondback, Colt Officer’s Match, Manurhin MR 38 Match), ou parfois des pistolets semi-automatiques (S&W modèle 52 Master notamment, qui a établi un record du monde, divers modèles Colt et SIG par le passé).
Elle est toutefois concurrencée pour cette discipline par la .32 Smith & Wesson Long Wad-cutter, autre munition de revolver que l’on retrouve de plus en plus tirée dans des pistolets semi-automatiques européens, en raison de sa semblable précision et de son recul moindre permettant un tir plus précis et plus rapide, mais qui est d’un diamètre inférieur (8 millimètres), ce qui peut être un désavantage, car les trous sont plus petits et donc pardonnent moins les erreurs de visée, mais l'arbitrage tient compte de cette différence de diamètre puisque les impacts de .32 sont « pigés » avec une pige de .38. Ce calibre est aussi celui qui chambre les armes des policiers municipaux avec le .32 ACP.
Selon Cibles (cf. bibliographie), 19 millions de revolvers chambrant cette munition ont été vendus depuis 1902. Il s'agirait de l'une des cartouches les plus utilisées dans le monde.

## Une munition très appréciée des forces de police
Au lendemain de la Seconde Guerre mondiale,  le .38 Special devient la munition préférée des forces de police américaines.
Du policier municipal à l'agent du FBI, en passant par le State trooper, le .38 Special se taille la part du lion via les revolvers des marques Colt, Smith & Wesson et Ruger.
La munition principale est la balle ogivale en plomb, ou LRN (Lead round nose). Selon les standards de l'époque, ce projectile propose un bon pouvoir d'arrêt sans risquer une surpénétration, contrairement aux balles blindées (FMJ/full metal jacket).
À partir de la fin des années 1960, ces munitions commencent à être remplacées par des projectiles plus performants : en 1971, le NYPD remplace ses cartouches .38 Special LRN par des munitions semi-wadcutter. À l'inverse, une décennie après, le LAPD utilisait encore des balles de type LRN, contre l'avis de ses agents, qui souhaitaient être équipés de munitions à pointe creuse.
La plus célèbre de ces munitions LSWCHP( Lead semiwadcutter hollow point : balle en plomb à pointe creuse) est le "FBI load". Le "FBI load", doté d'une balle de 158 grains, est adopté  le police department de Saint-Louis, mais également d'autres grandes villes comme Chicago, Dallas et Miami. Dès 1972, le célèbre service de police fédérale FBI choisit cette cartouche pour équiper ses agents. Cette munition est d'abord fabriquée par Winchester, puis Remington et Federal. Une autre munition appréciée est le "Treasury load" avec une balle à pointe creuse (hollow point) de 110 grains, adopté notamment par les agents du Secret Service. Un troisième type de cartouche avec une balle à pointe creuse de 125 grains est produite par Winchester, Remington, Federal et Smith & Wesson. C'est cette cartouche moderne qui est enfin adoptée par le LAPD en 1990. Ces munitions resteront en service jusque dans les années 1990, quand les forces de police américaines commenceront à remplacer leurs revolvers en .38 Special et .357 Magnum par des pistolets semi-automatiques en calibre 9mm Parabellum et .40 S&W.
En France, des revolvers en calibre .38 Special et .357 Magnum sont adoptés dès les années 1960 au sein d'unités spécialisées de la police nationale, à la suite du séjour de Raymond Sasia - l'un des quatre gardes du corps du général De Gaulle à l'académie du FBI de Quantico. C'est à partir de 1981 que les pistolets en calibre 7,65mm Browning (Unique Rr 51, MAB D, etc) des policiers en tenue sont remplacés par un revolver, le Manurhin Spécial Police F1 chambré en .357 Magnum. Les munitions de dotation sont au départ des cartouches .357 Magnum produites par la société SFM (Société française de munitions), située à Issy-les-Moulineaux.
Mais en 1986, deux drames vont suspendre l'emploi de la munition de .357 Magnum par la police (excepté le RAID et les GIPN). Dans la nuit du 19 au 20 juin 1986, une jeune policière abat un Antillais en état d'ébriété qui la menaçait avec un couteau, à la station Tolbiac du métro parisien ; un passant cambodgien est tué par le même projectile de calibre .357 Magnum. Puis un motard soupçonné de vol à l'arraché connait le même sort le 31 juillet à Fontenay-sous-Bois. Cela entraine une vive réaction de la part d'Albin Chalandon, alors ministre de la Justice, dans le journal Le Monde.
La police décide alors d'utiliser des munitions .38 Special moins puissantes et plus faciles à maitriser. C'est à nouveau la SFM qui fournit la police, en cartouches .38 Special à balle ogivale blindée de 160 grains. Puis de 1992 à 1995, elles sont remplacées par des cartouches SFM à balle blindée à bout plat (flat nose) de 150 grains. Une cartouche .38 Special à pointe creuse fabriquée par la société allemande MEN aurait également été utilisée par la police française. 
Le GIGN et le RAID utilisent pour leurs revolvers Manurhin des cartouches SFM .357 Magnum à balle demi-blindée de 161 grains.
À partir de 2000, le .38 Special est l'une des munitions autorisées (avec le 7,65mm Browning) pour les polices municipales et certains services de sécurité comme la SUGE de la SNCF et le GPSR de la RATP.
Utilisé dans des milliers d'affrontements armés, particulièrement aux États-Unis, le . 38 Special fait l'objet d'une très riche documentation dans le domaine de la balistique.

## Comparaisons du .38 Special
Ce tableau présente les caractéristiques balistiques des munitions d'armes de poing les plus connues. La performance utile typique se base sur les caractéristiques des munitions standard du marché les plus fréquemment rencontrées, ceci à titre de comparaison.
L'énergie développée par une munition s'exprime en joules et est donnée par la formule de l'énergie cinétique {\displaystyle E_{c}={\frac {1}{2}}m\,v^{2}} où {\displaystyle m}et {\displaystyle v} sont respectivement la masse et la vitesse du projectile.
Le recul d'une arme se mesure par le principe de conservation de la quantité de mouvement. La quantité de mouvement {\displaystyle p}de l'arme, exprimée en kg m/s, est donnée par la formule {\displaystyle p=m\,v}.
Ainsi une munition de calibre .45 ACP a une énergie comparable à une munition de 9 mm Luger (environ 510 J), mais provoque un recul supérieur (3,87 kg m/s contre 2,89 kg m/s).
|                                        | Données balistiques (munitions du marché) | Données balistiques (munitions du marché) | Données balistiques (munitions du marché) | Données balistiques (munitions du marché) | Données balistiques (munitions du marché) | Données balistiques (munitions du marché) | Données balistiques (munitions du marché) | Données balistiques (munitions du marché) | Données balistiques (munitions du marché) | Données balistiques (munitions du marché) | performance utile typique* | performance utile typique* | performance utile typique* | performance utile typique* |
| Caractéristique                        | Diamètre balle                            | Diamètre balle                            | longueur cartouche                        | longueur douille                          | poids balle                               | poids balle                               | vitesse min                               | vitesse max                               | Énergie min                               | Énergie max                               | Poids                      | Vitesse                    | Énergie                    | Recul                      |
| -------------------------------------- | ----------------------------------------- | ----------------------------------------- | ----------------------------------------- | ----------------------------------------- | ----------------------------------------- | ----------------------------------------- | ----------------------------------------- | ----------------------------------------- | ----------------------------------------- | ----------------------------------------- | -------------------------- | -------------------------- | -------------------------- | -------------------------- |
| unité                                  | mm                                        | pouce                                     | mm                                        | mm                                        | g                                         | Grain                                     | m/s                                       | m/s                                       | J                                         | J                                         | grain                      | m/s                        | J                          | kg m/s                     |
| Munitions de pistolet semi-automatique |                                           |                                           |                                           |                                           |                                           |                                           |                                           |                                           |                                           |                                           |                            |                            |                            |                            |
| .22 LR                                 | 5,56                                      | .223                                      | 25,40                                     | 15,60                                     | 1,9 - 2,6                                 | 30 - 40                                   | 370                                       | 500                                       | 180                                       | 260                                       | 32                         | 440                        | 200                        | 0,91                       |
| 7,65 mm Browning                       | 7,94                                      | .313                                      | 25                                        | 17,30                                     | 4-5                                       | 62-77                                     | 280                                       | 335                                       | 170                                       | 240                                       | 73                         | 318                        | 239                        | 1,50                       |
| 9 mm court                             | 9,01                                      | .355                                      | 25                                        | 17,30                                     | 6                                         | 90                                        | 290                                       | 350                                       | 280                                       | 360                                       | 90                         | 300                        | 260                        | 1,72                       |
| 9 mm Luger                             | 9,01                                      | .355                                      | 29,70                                     | 19,15                                     | 8-12                                      | 124-180                                   | 330                                       | 400                                       | 480                                       | 550                                       | 124                        | 360                        | 520                        | 2,89                       |
| 9 mm Imi                               | 9,01                                      | .355                                      | 29,70                                     | 21,15                                     | 8-12                                      | 124-180                                   | 330                                       | 400                                       | 480                                       | 550                                       | 124                        | 360                        | 520                        | 2,89                       |
| .38 super auto                         | 9,04                                      | .356                                      | 32,51                                     | 22,86                                     | 8-10                                      | 124-154                                   | 370                                       | 430                                       | 570                                       | 740                                       | 130                        | 370                        | 580                        | 3,12                       |
| .357 SIG                               | 9,06                                      | .357                                      | 28,96                                     | 21,97                                     | 6,5-8                                     | 100-124                                   | 410                                       | 490                                       | 690                                       | 820                                       | 125                        | 413                        | 692                        | 3,34                       |
| .40 S&W                                | 10,17                                     | .400                                      | 28,80                                     | 21,60                                     | 8,7-13                                    | 135 - 200                                 | 300                                       | 340                                       | 500                                       | 700                                       | 180                        | 295                        | 510                        | 3,44                       |
| 10 mm Auto                             | 10,17                                     | .400                                      | 32,00                                     | 25,20                                     | 9-15                                      | 140 - 230                                 | 350                                       | 490                                       | 680                                       | 960                                       | 180                        | 380                        | 996                        | 4,82                       |
| .45 ACP                                | 11,43                                     | .450                                      | 32,40                                     | 22,80                                     | 11-15                                     | 170 - 230                                 | 255                                       | 340                                       | 480                                       | 670                                       | 230                        | 260                        | 510                        | 3,87                       |
| .45 GAP                                | 11,43                                     | .450                                      | 27,20                                     | 19,20                                     | 11-15                                     | 170 - 230                                 | 255                                       | 340                                       | 480                                       | 670                                       | 200                        | 310                        | 624                        | 4,03                       |
| .454 Casull                            | 11,48                                     | .452                                      | 45,00                                     | 35,10                                     | 16 - 26                                   | 240 - 400                                 | 430                                       | 580                                       | 2300                                      | 2600                                      | 300                        | 500                        | 2460                       | 9,72                       |
| .50 AE                                 | 12,70                                     | .500                                      | 40,90                                     | 32,60                                     | 19 - 21                                   | 300 - 325                                 | 440                                       | 470                                       | 1900                                      | 2200                                      | 300                        | 470                        | 2150                       | 9,13                       |
| Munitions de revolver                  |                                           |                                           |                                           |                                           |                                           |                                           |                                           |                                           |                                           |                                           |                            |                            |                            |                            |
| .22 LR                                 | 5,56                                      | .223                                      | 25,40                                     | 15,60                                     | 1,9 - 2,6                                 | 30 - 40                                   | 370                                       | 500                                       | 180                                       | 260                                       | 32                         | 440                        | 200                        | 0,91                       |
| .22 Magnum                             | 5,56                                      | .223                                      | 34,30                                     | 26,80                                     | 1,9 - 3,2                                 | 30 - 50                                   | 470                                       | 700                                       | 410                                       | 440                                       | 40                         | 572                        | 430                        | 1,48                       |
| .38 Special                            | 9,06                                      | .357                                      | 39,00                                     | 29,30                                     | 8-10                                      | 124-154                                   | 270                                       | 350                                       | 300                                       | 450                                       | 158                        | 295                        | 435                        | 3,02                       |
| .357 Magnum                            | 9,06                                      | .357                                      | 40,00                                     | 33,00                                     | 8-12                                      | 124-180                                   | 380                                       | 520                                       | 780                                       | 1090                                      | 158                        | 395                        | 796                        | 4,04                       |
| .41 Magnum                             | 10,40                                     | .410                                      | 40,40                                     | 32,80                                     | 11 - 17                                   | 170 - 260                                 | 380                                       | 480                                       | 900                                       | 1800                                      | 210                        | 375                        | 956                        | 5,10                       |
| .44 Magnum                             | 10,90                                     | .429                                      | 41,00                                     | 32,60                                     | 16 - 22                                   | 240 - 340                                 | 350                                       | 450                                       | 1000                                      | 1800                                      | 240                        | 360                        | 1010                       | 5,59                       |
| .460 S&W Magnum                        | 11,48                                     | .452                                      | 58,40                                     | 46,00                                     | 13 - 26                                   | 200 - 400                                 | 465                                       | 700                                       | 2700                                      | 3800                                      | 260                        | 630                        | 3340                       | 10,64                      |

## Données techniques
- Diamètre réel du projectile : 9,06 mm
- Longueur de l'étui : 29 mm
- type d'étui : à bourrelet
- Masse des projectiles : 7,15 g à 10,58 g
- Vitesse à la bouche : 275-280 m/s
- Énergie initiale : 280-400 joules